# Jerzy Jastrzębski (poligraf)
Jerzy Jastrzębski (ur. 16 października 1912 we wsi Kotowice, zm. 22 lipca 1983 w Łodzi) – polski nauczyciel, drukarz, poligraf, grafik, pisarz, autor przewodnika po Tomaszowie Mazowieckim.
Był synem Feliksa Jana i Marianny Elżbiety. Edukację pobierał w Tomaszowie Mazowieckim. Ukończył Seminarium Nauczycielskie im. Tadeusza Rejtana w Tomaszowie Mazowieckim. W okresie międzywojennym pracował jako nauczyciel szkół powszechnych, a jednocześnie grafik w drukarni Feliksa Pruskiego w Tomaszowie Mazowieckim. Projektował okładki i nadruki. Publikował eseje i satyryczne opowiastki, np. Wszystkie miejsca zajęte!... („Tygodnik Tomaszowski” R. 1, 1935, nr 1, s. 3-4). Należał do PTTK. Wraz z Janem Piotrem Dekowskim, innym kolegą z Seminarium Nauczycielskiego. Przygotował i wydał przewodnik po Tomaszowie Mazowieckim i okolicy, w okresie międzywojennym jedyną publikację tego rodzaju.
Jastrzębski był podporucznikiem rezerwy. We wrześniu 1939 r. walczył w obronie Warszawy. Awansował do stopnia kapitana. W latach okupacji był więźniem oflagu. Po wojnie działał jako drukarz i poligraf początkowo w Tomaszowie Mazowieckim, potem w Łodzi. Pełnił liczne funkcje w zakładach poligraficznych. Był m.in. zastępcą dyrektora w Wydawnictwie Akcensowym Oddziału w Łodzi, potem wicedyrektorem Przedsiębiorstwa Wydawniczo-Handlowego Druków Akcydensowych w Łodzi. Należał do ZBOWiDu. Został odznaczony Srebrnym i Złotym Krzyżem Zasługi.

## Publikacje
- Jan Piotr Dekowski, Jerzy Jastrzębski, Tomaszów Mazowiecki. Przewodnik po mieście i okolicy, Tomaszów Mazowiecki 1935, reprint Tomaszów Mazowiecki 2003.
- 100 lat drukarstwa w Tomaszowie Mazowieckim 1870-1970, Tomaszów Mazowiecki 1970 (współautor).